# Praefectus urbi
Praefectus urbi albo Praefectus urbanus (prefekt miasta) – prefekt Rzymu a później także Konstantynopola. Urząd istniał od czasów królewskich. Dużego znaczenia nabrał w późnej starożytności. Przetrwał upadek cesarstwa na zachodzie, gdzie ostatni prefekt został poświadczony w 599 roku. W Cesarstwie Bizantyńskim istniał do XIII wieku.